# 古戦場火

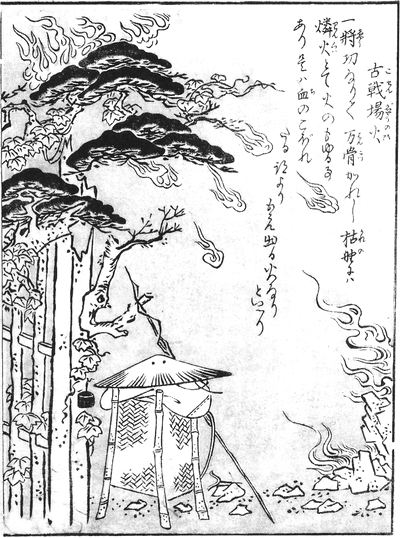
鳥山石燕『今昔画図続百鬼』より「古戦場火」

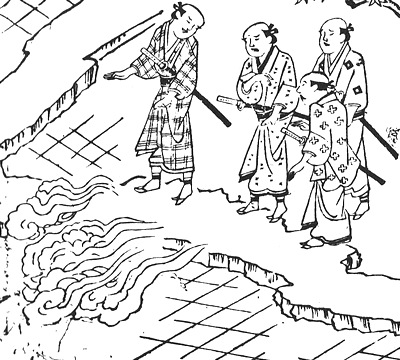
荻田安静『宿直草』より「戦場の跡、火燃ゆる事」

古戦場火（こせんじょうび）または古戦場の火（こせんじょうのひ）は、日本の伝承にある鬼火の一種。鳥山石燕の妖怪画集『今昔画図続百鬼』や怪談集『宿直草』などの江戸時代の古書に記述がある。

## 概要
多くの人間が死んだ戦場に、数え切れないほどの鬼火の集団となって現れ、ふわふわと宙をさまよう。戦場で命を落とした兵士や動物の怨霊とされている。『今昔画図続百鬼』では、死者の血が地面に滴り、そこから発生するとされている。成仏できない怨霊が生者に害を成す話は多いものの、古戦場火は人に害を成すことなく、ただ宙を飛び回るだけと言われているが、これに遭遇した人は念仏を唱えながら帰ったという。ときには怪火とともに、首のない兵士が血みどろの姿で、自分の首を捜してうろつく姿も見られたという。
『宿直草』にある怪談「戦場の後、火燃ゆる事」によれば、大坂夏の陣で豊臣家が徳川家に敗れ、無念の思いで殺された豊臣側の武士が成仏できずに古戦場火となり、戦場となった河内国若江を漂うようになったという。若江で人々が夕涼みをしていると、田の上に1.5メートルほどの大きさの怪火が数個固まり、現れたり消えたりを繰り返しつつあちこちへ移動しており、まるで何かを探してうろつき回っているようだったという。
『宿直草』には「古戦場火」の名は見られず、この怪火のことは単に「火」とのみ表記されている。「古戦場火」の名は石燕が『今昔画図続百鬼』において、合戦のあった場所に現れる怪火の総称として命名したものとされている。